# Brian Sandy
Brian Sandy (* 24. November 1932 in Taunton) ist ein ehemaliger britischer Radrennfahrer.

## Sportliche Laufbahn
Sandy war im Bahnradsport und im Straßenradsport aktiv und war Teilnehmer der Olympischen Sommerspiele 1964 in Tokio. Dort war er in der Mannschaftsverfolgung am Start. Der britische Bahnvierer mit Brian Sandy, Trevor Bull, Harry Jackson und Hugh Porter schied in den Vorläufen aus.
1962 gewann Sandy das Bahnrennen The Golden Wheel in London. Im Muratti Gold Cup wurde er 1955 Zweiter hinter Clive Middleton und 1954 Dritter, als Arie de Graf das Rennen gewann. Von 1966 bis 1970 war er als Berufsfahrer in britischen Radsportteams aktiv. Er gewann einige Straßenrennen in Großbritannien.